# -grafie
Het Nederlandse achtervoegsel -grafie betekent een "studiegebied" of gerelateerd aan "schrijven", en is een vernederlandsing van het Latijn -grafie, wat een getranslitereerde directe ontlening van het Grieks is.

## Kunst
- Cartografie – de kunst en wetenschap van het maken van kaarten
- Choreografie – kunst van het maken en arrangeren van dansen of ballet
- Cinematografie – kunst van het maken van verlichting en camerakeuzes bij het opnemen van fotografische beelden voor de bioscoop.
- Collagrafie - In print, een kunsttechniek waarbij collagematerialen worden gebruikt als inktdragend beeldmateriaal op een drukplaat.
- Pyrografie – kunst van het decoreren van hout of andere materialen met brandplekken.
- Iconografie – kunst van het maken van pictogrammen.
- Klecksografie – kunst van het maken van afbeeldingen van inktvlekken.
- Lithografie – planografische druktechniek
- Fotolithografie – methode voor micro-fabricage bij de productie van elektronica.
- Pornografie – praktijk, beroep en resultaat van het produceren van seksueel opwindende beelden of woorden.
- Fotografie – kunst, praktijk of beroep van het maken en afdrukken van foto's.
- Serigrafie of zeefdruk – printtechniek waarbij gebruik wordt gemaakt van een sjabloon gemaakt van fijn synthetisch materiaal waardoor inkt wordt geperst.
- Tasseografie – kunst van het lezen van theebladeren
- Thermografie – thermische beeldvorming.
- Tomografie – driedimensionale beeldvorming
- Typografie – kunst en technieken van typeontwerp
- Videografie – kunst en technieken voor het filmen van video.
- Vitreografie – in print, een kunsttechniek die glasmatrices gebruikt.
- Xerografie – middel om documenten te kopiëren.

### Schrijven
- Cacografie – slecht handschrift of spelling
- Kalligrafie – kunst van het handschrift
- Orthografie – regels voor correct schrijven
- Paleografie – de studie van historische handschriften
- Pictografie – het gebruik van pictogrammen
- Steganografie – kunst van het schrijven van verborgen berichten
- Stenografie – schrijfkunst in steno, of kortschrift

### Wetenschap
- Radiografie – gebruik van röntgenstralen om medische beelden te produceren
- Geografie – gebruik van afbeeldingen om de aarde en haar regio's weer te geven.

## Soorten werken
- Autobiografie – biografie van een persoon die door die persoon zelf is geschreven
- Bibliografie – lijst van geschriften die door een auteur zijn gebruikt of overwogen bij het voorbereiden van een bepaald werk
- Biografie – verslag van iemands leven
- Discografie – lijst van geluidsopnames, meestal muzieknummers
- Filmografie – lijst van filmtitels die een bepaalde karakteristiek delen, zoals het zelfde genre, dezelfde regisseur, dezelfde hoofdacteur, etc.
- Webografie – bibliografie gepubliceerd op internet of een vergelijkbare lijst met websites

## Vakgebieden
- Areografie – geografie van Mars (bestudeert de fysieke kenmerken van de planeet)
- Cartografie – de studie en het maken van kaarten
- Kosmografie – de studie en het maken van kaarten van het heelal of de kosmos
- Cryptografie – studie over het beveiligen van informatie
- Kristallografie – studie van kristallen
- Demografie – studie van de kenmerken van menselijke populaties, zoals grootte, groei, dichtheid, distributie en vitale statistieken
- Encefalografie – registratie van spanningen uit de hersenen
- Etnografie – studie van culturen
- Floriografie – de studie van de taal van bloemen
- Geografie – studie van ruimtelijke relaties op het aardoppervlak
- Hagiografie – studie van heiligen
- Holografie – studie en mapping van computerprojectbeelden genaamd hologrammen voor interactieve en ondersteunde berekeningen.
- Historiografie of geschiedschrijving – onderzoek naar de studie van de geschiedenis
- Hydrografie – meting en beschrijving van alle wateren
- Oceanografie – verkenning en wetenschappelijke studie van de oceaan
- Orografie – wetenschap en studie van bergen
- Reprografie – reproductie van afbeeldingen door mechanische of elektrische middelen
- Selenografie – studie en in kaart brengen van de fysieke kenmerken van de maan
- Topografie – studie van de vorm en kenmerken van het aardoppervlak, of die van planeten, manen en asteroïden
- Uranografie – studie en in kaart brenging van sterren en ruimtevoorwerpen